# Дивовижний Прайбейт Бенджамін
«Дивовижний Прайбейт Бенджамін» (англ. The Amazing Praybeyt Benjamin) — філіппінський бойовик, комедія та пародія 2014 року, сценариста і режисера Венна В. Дерамаса. Це продовження фільму 2011 року «Нерозв'язна історія Прайбейта Бенджаміна». Фільм є однією з офіційних заявок на 40-й кінофестиваль у Манілі. Вайс Ганда знову зіграв роль полковника Бенджаміна «Бенджі» Сантоса VIII разом з акторами другого плану Річардом Япом, Томом Родрігесом, Бімбі Япом та Алекс Гонзага за участі Едді Гарсіа.

## Сюжет
У Парижі Прайбейт Бенджамін зі своїм взводом перемагає орду зомбі, що призводить до його підвищення до полковника. Закріплений за генералом Вілсоном Чуа, Бенджамін провалює місію проти терористів і рятується завдяки своєму дідусеві, який жертвує собою. Під загрозою звільнення Бенджаміна призначають охороняти сина генерала Чуа, Бімбі, який володіє інформацією про майбутні терористичні атаки. Охороняючи Бімбі, Бенджамін стикається з Місті та покоївкою Ґундіною, але дізнається про те, що Бімбі бракує родинної любові. Після знешкодження другої бомби і звільнення Бенджамін поновлюється на посаді. Саме тоді терористи викрадають Бімбі. Він рятує Бімбі в торговому центрі, знешкоджує бомбу і тікає з ним на парасольці.
В середині титрів Бенджі святкує свій день народження і вирішує зробити перерву в службі. Генерал Чуа доручає йому малолітнього злочинця на ім'я Джеймс Анред, і Бенджі погоджується через гарну зовнішність Джеймса.

## Склад персонажів

### Головний акторський склад
- Вайс Ганда — полковник Бенджамін «Бенджі» Сантос VIII

### Актори другого плану
- Річард Яп— генерал Вілсона Чуа
- Том Родрігес — Ян Джаранджан
- Бімбі Акіно-Яп — Бімбі Пінеда Чуа
- Алекс Гонзага — Гундіна Галамітон
- Аль Тантай — Бенджамін «Бен» Сантос VII
- Едді Гарсія (†) — Гел. Бенджамін «Біно» Сантос VI
- Вандольф Квізон — Бухаві Манай
- Ніккі Вальдес — Лукресія Алькантара
- Кін Сіпріано — Емерсона Еклео
- Аня Агілар — Джезамін Сантос
- Діджей Дурано — домінант «Донді» Розалес
- Рікі Ріверо † — великий хлопчик Карнейт
- Денніс Паділья — Бентот Сантос
- Малу де Гусман — Лілібет Сантос
- Еббі Баутіста — Анхемін Сантос
- Тесс Антоніо — Ліза Сантос
- Ред Бустаманте — Місті Чуа
- Жерар Гарсія — інспектор Баутіста
- Курт Онг — інспектор Реаладо
- Девід Лікауко — терорист
- Рубі Рубі — капітан Тенілл
- Атак Аранья — Зак Апрон

### Камео
- Анхель Лосін — юна Лілібет Сантос
- Кріс Акіно — Кріссі
- Дарла Солер — Дарла
- Луїс Мансано — молодий Бенджамін «Бен» Сантос VII
- Джеймс Рейд — Джеймс
- Донналін Бартоломе грає сама себе

## Відгуки

### Касові збори
Голова MMDA Френсіс Толентіно в інтерв'ю радіостанції DZMM повідомив, що фільм «Дивовижний Пейбейт Бенджамін» очолив касові збори в день відкриття 40-го кінофестивалю в Манілі 25 грудня 2014 року. «Прайбейт Бенджамін» випередив інших учасників, «Пригоди мого великого боса» та «Фен-шуй 2», які посіли друге та третє місця відповідно за касовими зборами у день відкриття кінофестивалю. Під час інтерв'ю Толентіно не назвав офіційні цифри касових зборів у день відкриття кінофестивалю.
Під час свого перебування в The Buzz, де вона є однією з ведучих, Кріс Акіно сказала, що «Дивовижний Прайбейт Бенджамін» зафіксував касові збори на суму P172 мільйони станом на 15:00 за тихоокеанським стандартним часом 28 грудня 2014 року.
15 січня 2015 року в епізоді вар'єте-шоу Віце Ганди «Час шоу» він оголосив, що фільм закрився напередодні з прибутком у 435 мільйонів філіппінських песо, перевершивши за прибутками в країні фільм «Почати знову». Зараз він зіграв головну роль у 7 із 20 найкасовіших фільмів на Філіппінах усіх часів.

### Критика
Незважаючи на те, що фільм зібрав чималі кошти на 40-му кінофестивалі в Манілі, «Дивовижний Пейбейт Беньямін» отримав загалом негативні відгуки.
Зіг Марасіган з Rappler описав фільм у своїй рецензії на фільм як «безмозку, гіперстилізовану та абсолютно безглузду сімейну комедію». Марасіган розкритикував «Прайбейт Бенджаміна» за те, що він «безсоромно створений для отримання прибутку». Він також описав фільм як «дешевий, липкий і абсолютно безглуздий. Але що б ви не сказали про рівень інтелектуалізму фільму (або його відсутність), він принаймні чесний щодо своїх намірів». Однак Марасіган визнав, що фільм виконав свою мету, насамперед розважити цільову аудиторію.
Бабблес Сальвадор на філіппінському розважальному порталі має більш позитивну рецензію на фільм. У той час як Сальвадор звернув увагу на одну лазівку в сюжеті фільму, а саме відсутність розв'язки між Бімбі та його батьком, коли перший почувався нелюбимим другим, Сальвадор описав «Прайбейт Бенджамін 2» як «вартий витрати пари годин у кінотеатрі цього святкового сезону, якщо ви не шукаєте уроку історії, любовної історії чи добрячого переляку, а задовольняєтесь легкою та смішною бойовиком».

## Заплановане продовження
Після того, як у високосний день 2016 року завершився показ фільму, було оголошено про участь третього фільму у 46-му кінофестивалі Метро Маніла. Очікувалося, що Вайс Ганда знову зіграє свою роль. Зйомки сиквела «Прайбейт Бенджамін» були відкладені через проблеми з логістикою, спричинені пандемією COVID-19, і невизначеність, спричинену непродовженням франшизи на трансляцію ABS-CBN. Як подання на кінофестиваль на основі сценарію, «Прайбейт Бенджамін» мало бути створено до 30 листопада 2020 року. Фільм не увійшов до десяти останніх офіційних заявок на кінофестиваль, оголошений у листопаді 2020 року.